# José María Yurrebaso
José María Yurrebaso Goienetxe (* 11. Oktober 1955 in Urretxu) ist ein ehemaliger spanischer Radrennfahrer und nationaler Meister im Radsport.

## Sportliche Laufbahn
Yurrebaso war Spezialist für Querfeldeinrennen (heutige Bezeichnung Cyclocross), bestritt aber auch Straßenradsport. Von 1979 bis 1992 war er als Berufsfahrer aktiv. Er begann im Radsportteam Novostil-Helios. 
1979 gewann er die nationale Meisterschaft im Querfeldeinrennen der Amateure vor Francisco Sala Oliveras. 1989 wurde er nationaler Meister im Querfeldeinrennen der Profis vor Rafael González Tercero. 1990 siegte er vor Francisco Sala Oliveras in der Meisterschaft. 1982, 1984, 1985, 1986 war er jeweils Vize-Meister im Querfeldeinrennen. Mit dem Ziklokross Igorre gewann er 1977, 1983 und 1987 ein traditionsreiches internationales Querfeldeinrennen. 
Mehrfach war er am Start der UCI-Cyclocross-Weltmeisterschaften. 1976 wurde er 38., 1978 25., jeweils bei den Amateuren. Bei den Profis kam er 1979 auf den 12., 1980 auf den 18. Platz. 1981 wurde er 25., 1982 14., 1983 18., 1984 22., 1985 21., 1986 27., 1987 18., 1988 23., 1989 20., 1990 24. und 1991 29.
Im Straßenradsport gewann er 1981 eine Etappe der Vuelta a España. Die Vuelta a España bestritt er dreimal. 1979, 1980 und 1981 schied er jeweils aus.